# Ehud Tenenbaum
Pour les articles homonymes, voir Tenenbaum.
 (janvier 2019).
Si vous disposez d'ouvrages ou d'articles de référence ou si vous connaissez des sites web de qualité traitant du thème abordé ici, merci de compléter l'article en donnant les références utiles à sa vérifiabilité et en les liant à la section « Notes et références ».
Ehud Tenebaum (en hébreu : אהוד טננבאום), alias The Analyser, est un informaticien israélien, ancien hacker né le 29 août 1979 à Hod HaSharon.
En 1998, alors âgé de dix-neuf ans seulement et à la tête d'un petit groupe de hackers, il est attrapé par le FBI après avoir forcé les ordinateurs de la NASA, du Pentagone, de la Knesset (parlement israélien), de l'US Air Force, de l'US Navy, du Hamas, du MIT et autres universités américaines et israéliennes. Le secrétaire à la Défense des États-Unis de l'époque, John Hamre, qualifia cette attaque comme étant « la plus organisée à ce jour ».
En 2001, il plaida coupable, proclamant en particulier qu'il ne cherchait pas vraiment à percer des secrets mais plus à prouver que les systèmes avaient des failles. Il écopa alors d'une année de travaux forcés et deux ans de prison avec sursis, ainsi qu'une amende de 18 000 dollars.
Libre en 2003, il fonda sa propre société de protection informatique, 2XS.
Il fut de nouveau arrêté en septembre 2008 par les autorités canadiennes pour le détournement de 10 millions de dollars américains provenant de banques russes, turques, néerlandaises, suisses, allemandes et autres.